# Løgmaður
Der Premierminister der Färöer heißt auf Färöisch Løgmaður (wörtlich: „Gesetzesmann“, Plural Løgmenn). Er wird turnusgemäß alle vier Jahre vom Løgting, dem Parlament der autonomen Inselgruppe, gewählt und steht der Landesregierung der Färöer vor.
Das Amt existiert bereits seit der Zeit um das Jahr 1000 (mit Unterbrechung von 1816 bis 1948), also seit über tausend Jahren. Alle Gesetze der Färöer müssen vom Løgmaður ratifiziert werden.

## Geschichte
Schon im norwegischen Gulathingslov der Wikingerzeit befand sich ein Abschnitt namens Tingfararbólkurin, die Geschäftsordnung des (färöischen) Things, wo festgeschrieben wurde, dass der Løgmaður das Gremium leitet. Nach der norwegischen Gesetzesreform von 1271 wurde diese Regelung nochmals bekräftigt. Allerdings wurde der Løgmaður ab dann nicht mehr vom Thing gewählt. Das damals eingeführte Landslóg (Landesgesetz) galt auf den Färöern bis 1604. Im 17. Jahrhundert wurde es dann zweimal vom dänischen König geändert, ohne dass sich an der Funktion des Løgmaður grundsätzlich etwas änderte.
Nach dem Kieler Frieden vom 14. Januar 1814 endete die Personalunion mit Norwegen und die Färöer blieben bei Dänemark. 1816 wurden dann das Løgting und der Løgmaður abgeschafft. Sein Amt füllte nun der Amtmaður aus, ein von Dänemark bestimmter Amtsmann. Zwar wurde das Løgting 1852 wieder eingesetzt und ab 1923 durfte auch der Amtsmann vom Løgting gewählt werden, aber die Färöer behielten den Status einer Amtskommune Dänemarks.
Seit dem Autonomiegesetz von 1948 ist das Amt des Løgmaður wiederhergestellt.

## Zuständigkeitsbereich
Der Zuständigkeitsbereich des Løgmaður umfasst heute:
- Kabinettsangelegenheiten
- Ratifikation aller Løgting-Gesetze
- Verfassungsangelegenheiten
- Internationale Beziehungen

## Løgmansskrivstovan
Løgmansskrivstovan heißt übersetzt „Schreibstube des Ministerpräsidenten“ und ist mit einer Staatskanzlei zu vergleichen, also dem Verwaltungsbüro des Regierungschefs.
Die Løgmansskrivstova unterstützt den Løgmaður bei der Erfüllung seiner Aufgaben, bereitet alle Kabinettssitzungen vor, führt sie durch und kümmert sich um die Beschlusskontrolle. Des Weiteren sorgt sie dafür, dass alle vom Løgting beschlossenen und vom Løgmaður unterzeichneten Gesetze in Kraft treten und umgesetzt werden.
Die Botschaftsräte und Attachés der Färöer in den drei Auslandsvertretungen in Kopenhagen beim Nordischen Rat, in Brüssel bei der EU und in London (u. a. bei der Internationalen Seeschifffahrts-Organisation) zählen zu den Beamten der Løgmansskrivstova.
Anfragen der Öffentlichkeit an die färöische Landesregierung werden in der Regel von diesem Büro beantwortet:
Prime Minister’s Office

P.O.Box 64

FO-110 TÓRSHAVN

Färöer

## Løgmenn bis 1816
Gilli war der erste bekannt gewordene Løgmaður. Er ist in der Färingersaga erwähnt und leistete 1024 einen Eid auf König Olav II. Haraldsson von Norwegen. Sein Vertrauter Leivur Øssursson wurde erster Lehnsmann über die Inseln und die Färöer norwegisch. Der nächste bekannte Løgmaður erscheint im Schafsbrief. Sjúrður (Sigurd) war Løgmaður auf Shetland, aber wahrscheinlich auch auf den Färöern. In dieser Zeit war Bischof Erlendur dort der mächtigste Mann.
Ab 1524 existieren lückenlose Aufzeichnungen über alle Amtsinhaber.
| ab   | Løgmaður (1000–1816)       | Lebensdaten |
| ---- | -------------------------- | ----------- |
| 1000 | Gilli                      | ?–?         |
| 1300 | Sjúrður                    | ?–?         |
| 1350 | Símun                      | ?–?         |
| 1400 | Dagfinnur Halvdanarson     | ?–?         |
| 1412 | Haraldur Kálvsson          | ?–?         |
| 1450 | Roald                      | ?–?         |
| 1479 | Jørundur Skógdrívsson      | ?–?         |
| 1524 | Tórmóður Sigurðsson        | ?–1531      |
| 1531 | Andras Guttormsson         | ?–?         |
| 1544 | Guttormur Andrasson        | ?–1572      |
| 1572 | Jógvan Heinason            | 1541–1602   |
| 1583 | Ísak Guttormsson           | ?–?         |
| 1588 | Pætur Jákupsson            | ?–?         |
| 1601 | Tummas Símunarson          | ?–?         |
| 1608 | Zakarias Tormóðsson        | ?–?         |
| 1629 | Jógvan Justinusson         | ?–?         |
| 1654 | Jógvan Poulsen             | ?–?         |
| 1655 | Balzer Jacobsen            | ?–?         |
| 1662 | Jógvan Poulsen             | ?–?         |
| 1677 | Jákup Jógvansson           | ?–?         |
| 1679 | Jóhan Hendrik Weyhe        | ?–?         |
| 1706 | Sámal Pætursson Lamhauge   | 1676–1755   |
| 1752 | Hans Jákupsson Debes       | 1722–1769   |
| 1769 | Thorkild Fjeldsted         | ?–?         |
| 1772 | Jacob Hveding              | ?–?         |
| 1786 | Johan Michael Lund         | 1753–1824   |
| 1808 | Jørgen Frantz Hammershaimb | 1767–1820   |

## Løgmenn seit der Autonomie von 1948
| ab   | Løgmaður (1948 bis heute) ¹ | Lebensdaten | Parteizugehörigkeit |
| ---- | --------------------------- | ----------- | ------------------- |
| 1948 | Andrass Samuelsen           | 1873–1954   | Sambandsflokkurin   |
| 1950 | Kristian Djurhuus           | 1895–1984   | Sambandsflokkurin   |
| 1958 | Petur Mohr Dam              | 1898–1968   | Javnaðarflokkurin   |
| 1963 | Hákun Djurhuus              | 1908–1987   | Fólkaflokkurin      |
| 1967 | Petur Mohr Dam              | 1898–1968   | Javnaðarflokkurin   |
| 1968 | Kristian Djurhuus           | 1895–1984   | Sambandsflokkurin   |
| 1970 | Atli P. Dam                 | 1932–2005   | Javnaðarflokkurin   |
| 1981 | Pauli Ellefsen              | 1936–2012   | Sambandsflokkurin   |
| 1985 | Atli P. Dam                 | 1932–2005   | Javnaðarflokkurin   |
| 1989 | Jógvan Sundstein            | 1933–2024   | Fólkaflokkurin      |
| 1991 | Atli P. Dam                 | 1932–2005   | Javnaðarflokkurin   |
| 1993 | Marita Petersen             | 1940–2001   | Javnaðarflokkurin   |
| 1994 | Edmund Joensen              | 1944–       | Sambandsflokkurin   |
| 1998 | Anfinn Kallsberg            | 1947–2024   | Fólkaflokkurin      |
| 2004 | Jóannes Eidesgaard          | 1951–       | Javnaðarflokkurin   |
| 2008 | Kaj Leo Johannesen          | 1964–       | Sambandsflokkurin   |
| 2015 | Aksel V. Johannesen         | 1972–       | Javnaðarflokkurin   |
| 2019 | Bárður Nielsen              | 1972–       | Sambandsflokkurin   |
| 2022 | Aksel V. Johannesen         | 1972–       | Javnaðarflokkurin   |